# Транспорт (издательство)
 «Тра́нспорт» — советское и российское издательство.
- Юридическое название: Федеральное государственное предприятие ордена «Знак Почёта» Издательство «Транспорт».
- Наименование на английском языке: Federal State Unitary Enterprise Publishing house «Transport».
- Сокращенное фирменное наименование: ФГУП Издательство «Транспорт» (на английском языке: FSUE Publishing house «Transport»).

## История
Издательство «Транспорт» Государственного комитета Совета Министров СССР по делам издательств, полиграфии и книжной торговли было создано в декабре 1964 года в Москве путём слияния издательств:
- Всесоюзное Издательско-полиграфическое объединение  МПС СССР «ТрансЖелДорИздат» (основано в 1923),
- магазин «Железнодорожная книга»;
- Издательство «Автотрансиздат» Государственного комитета Совета Министров СССР по делам издательств, полиграфии и книжной торговли (основано в 1953),
- Издательство «Морской транспорт» Государственного комитета Совета Министров СССР по делам издательств, полиграфии и книжной торговли (основано в 1954),
- Издательство «Речной транспорт» Государственного комитета Совета Министров СССР по делам издательств, полиграфии и книжной торговли (основано в 1954).

Тогда же ему был присвоен код «049» Государственного комитета Совета Министров СССР по делам издательств, полиграфии и книжной торговли.
ФГУП Издательство «Транспорт» является правопреемником Издательства «Транспорт» Государственного комитета Совета Министров СССР по делам издательств, полиграфии и книжной торговли в соответствии с Приказом Министерства печати и массовой информации РСФСР №187 от 04 ноября 1991 года и Приказом Комитета Российской Федерации по печати №89 от 08 июля 1996 года.
«Транспорт» было одним из центральных издательств в системе Госкомиздата СССР. Выпускало научно-техническую и производственную литературу по железнодорожному, автомобильному, авиационному, морскому, речному и городскому транспорту, по проблемам согласованного развития различных видов транспорта как составных частей единой транспортной системы, а также научно-популярную и справочную литературу, информационные издания для пассажиров, учебники и учебные пособия для высших и средних специальных учебных заведений, технических школ и сети заочного обучения. По заказам транспортных организаций печатало бланки перевозочных документов, проездных билетов, служебных расписаний, графики движения поездов, каталоги, рекламно-информационные материалы и нормативные документы. Отделения издательства в крупных административных центрах СССР осуществляли книжную торговлю на транспортных предприятиях. Ежегодно выпускало свыше 1200 названий различных изданий общим тиражом более 20 млн. экземпляров.
Журналы, издававшиеся издательством «Транспорт» в СССР:
- «Автоматика, телемеханика и связь»
- «Автомобильные дороги»
- «Автомобильный транспорт»
- «Железнодорожный транспорт»
- «Морской флот»
- «Путь и путевое хозяйство»
- «Транспортное строительство»

После перестройки и развала СССР издательство также стало издавать и популярную литературу в жанре научной фантастики и фэнтези. Издавало популярную серию Монстры Вселенной — одну из первых книжных серий на территории СНГ, в которой читатель мог ознакомиться с лучшими шедеврами мировой фантастики.

## Современное состояние
Последние опубликованные данные финансовой отчётности издательства — за 2016 г., более поздние не опубликованы и не предоставлялись в налоговую инспекцию. На 2019 год у издательства имеются значительные финансовые обязательства, его банковские счета заблокированы.
В 2018 г. Счётная палата РФ обнаружила факт утраты государственной собственности, закрепленной за ФГУП "Издательство "Транспорт" (одно из зданий снесено в 2011 г., участок перешёл в частную собственность), и направила обращение в Прокуратуру.
В 2018−2019 г.г. против издательства были поданы гражданские и административные иски, в том числе за неоплату коммунальных услуг и налоговых платежей. На судебные заседания ответчик не являлся, большинство исков (55%) удовлетворено. В 2019 г. один иск находится в судебном производстве.